# Michajłowsk (obwód swierdłowski)
Michajłowsk – miasto w Rosji, w obwodzie swierdłowskim. W 2010 roku liczyło 9852 mieszkańców.